# Peso bajo
Se llama peso bajo o infrapeso al peso de una persona que se encuentra por debajo de un valor saludable. En general, la definición se refiere al índice de masa corporal (IMC). Un IMC inferior a 18,5 es por lo general identificado como un peso bajo.

## Causas
La causa más común de que un individuo padezca infrapeso en países poco desarrollados es básicamente la desnutrición causada por la ausencia de alimentos adecuados, que puede llegar a alcanzar el 50 % en algunas partes del África subsahariana y el sur de Asia. Los efectos primarios de la desnutrición pueden ser amplificados por efecto de enfermedades; aún enfermedades relativamente fáciles de tratar tales como la diarrea pueden llevar a la muerte.
Ante la ingesta de alimentos apropiados o la posibilidad de acceso a los mismos (esto último especialmente en los países desarrollados), la manifestación de un peso bajo puede ser consecuencia de enfermedades y trastornos tanto físicos como mentales. Existen cientos de causas posibles para una pérdida excesiva de peso o que una persona tenga peso bajo. Algunas de las que ocurren con mayor frecuencia son:
- Anorexia nerviosa
- Bulimia nerviosa
- Cáncer o tratamiento de cáncer
- Tuberculosis
- Hipertiroidismo
- Enfermedad celíaca
- Diabetes tipo 1
- Ansiedad y desórdenes depresivos
- Consumo de droga, especialmente estimulantes
- Enfermedad inflamatoria intestinal
- Síndrome de la arteria mesentérica superior
- Deficiencia en el funcionamiento del aparato digestivo
- Dolor de muelas
- Sobreentrenamiento (deportes de resistencia)
- VIH/sida
- Genética/tendencia natural a peso bajo
- ¿Hormonal? (aumenta la altura, el cuerpo no logra mantener el crecimiento de la masa muscular y grasa)
- Hacer dietas muy estrictas

## Problemas
El problema más directo asociado al infrapeso es que puede ser secundario y/o sintomático de una enfermedad subyacente. La pérdida de peso inexplicada requiere de un diagnóstico médico.
El peso bajo puede ser también una condición causal primaria. Las personas con peso extremadamente bajo pueden tener una pobre condición física y un sistema inmunológico débil, haciéndolos propensos a las infecciones. Según Robert E. Black de la Johns Hopkins School of Public Health, "La ocurrencia de peso bajo ... y deficiencias de micronutrientes también debilitan el sistema de defensas inmune y no-inmunes del cuerpo, y deben ser clasificadas como causas subyacentes de muerte si son compuestas con enfermedades infecciosas que son las causas asociadas terminales".
Las personas con peso bajo a causa de deficiencias en la nutrición son motivo de especial preocupación, dado que no solo la ingesta de calorías puede ser inadecuada, pero también la ingesta y absorción de otros nutrientes vitales, especialmente aminoácidos y micronutrientes esenciales tales como vitaminas y minerales.
En las mujeres, el peso bajo excesivo puede producir amenorrea (ausencia de menstruación) y posibles complicaciones durante el embarazo. También puede producir anemia y pérdida del cabello.
Se ha determinado que el peso bajo es un factor de riesgo de la osteoporosis, aún para las personas jóvenes. Esta es una consecuencia especialmente dañina, ya que las personas afectadas no detectan el peligro, se pueden sentir aptas y hasta brillantes en deportes de resistencia. Cuando ocurren las primeras fracturas espontáneas a menudo el daño ya es irreversible.
Índice de masa corporal
El índice de masa corporal se calcula mediante la fórmula: IMC=peso (kg)/altura^2 (metros)